# 13 novembre 1946

## Naissances
- Gerrie Deijkers (mort le 29 octobre 2003), joueur de football néerlandais
- Ian Sharp, réalisateur britannique
- Mike Tagg, athlète britannique, spécialiste des courses de fond
- Reiko Ōhara (morte le 3 août 2009), actrice japonaise.
- Christian Goux, auteur, dessinateur et scénariste français de bandes dessinées
- Han Su-san, écrivain sud-coréen
- Eleanor Montgomery (morte le 28 décembre 2013), athlète américaine, spécialiste du saut en hauteur
- Ono Shoïchi,  peintre et graveur abstrait-lyrique et japonais
- Stanisław Barańczak (mort le 26 décembre 2014), poète, traducteur, essayiste et critique littéraire polonais

## Décès
- Maynard Dixon (né le 24 janvier 1875), artiste américain

## Autres événements
- Troisième d'une série d'incidents au détroit de Corfou
- Sortie française du film :  Rome, ville ouverte